# ワン・ミス・コール
『ワン・ミス・コール』（原題：One Missed Call）は、アメリカで公開されたホラー映画で『着信アリ』のハリウッド版・設定を一から作り直した作品（リメイク / リ・イマジネーション）。
キャッチコピーは「留守電に断末魔。―――それは私の声。」。

## 概要
日本で社会現象にもなった『着信アリ』をハリウッドでリメイク / リ・イマジネーションすることにし、2008年1月4日にアメリカで公開され（アメリカではPG-13）、日本でも2008年7月19日に公開。2008年6月24日には東京ヤクルトホールでラジかるッの特別試写会を開催し、名越康文と鳥居みゆきがトークショーを行い、7月8日東京・虎ノ門のニッショーホールではプレミア試写会が開かれ、デーブ・スペクターや渡辺直美などが舞台挨拶を行った。
また、日本では、ハンナ・バーベラ・プロダクション制作の日本語版演出を担当していた高桑慎一郎は2011年4月6日に死去し、ワーナー ブラザース ジャパンおよびKADOKAWAとの取引関係を持っていたXEBECは、2019年6月1日付でProduction I.Gに吸収合併され、法人としてのXEBECは解散し、その後、元株式会社ドワンゴの主要株主であるカドカワ株式会社は、2019年7月1日に、子会社株式会社KADOKAWA（現・株式会社KADOKAWA Future Publishing）のビルディング・ブックセンターとKADOKAWA KEY-PROCESSの株式所有に関わる事業を除く全事業を簡易吸収分割により承継し、株式会社KADOKAWA（二代目法人）に商号変更したため、本作には関わっていない。

## ストーリー
アトランタの大学院生のベス・レイモンドは、ある金曜の晩にルームメイトのテイラーと暮らす家でパーティーを開いていた。そこに友人のレアンが加わり、別の部屋で自宅の池で溺死した友人のシェリーの葬式のことを話していた。そしてレアンの携帯電話が鳴った。登録した着メロではない不気味な着メロが流れる。その着信はシェリーから来ており、3日後の日付の着信が残っていた。留守電を聞くと、そこにはレアンの悲鳴のような声が録音されていた。
3日後の月曜日、レアンは図書館から帰る道で恐ろしい顔をした不気味な人たちに見られていると、ベスに電話した。そして着信があった時間に近づきレアンのもとに行ったベスだったが、時はすでに遅くレアンは踏切の歩道橋から飛び降り、走ってきた列車にぶつかり死んでいた…。
数日経ち、レアンの葬式が行われ複雑な気持ちになる友人たち。そしてレアンの元彼のブライアンが、レアンから着信が来ていたことを告白。レアンが予告通りに死んだことを信じないブライアンだったが、ブライアンの携帯にもブライアン自身の声が録音されていた。再び着信があった時間に近づき、自分の携帯を取りに行くブライアンだったが、建築現場から大きな爆発音が聞こえてきた次の瞬間、ブライアンの体に太い鉄筋が突き刺さり、赤い飴玉を吐き出し死亡した。
ベスは警察で呪いの着信のことを話すが、担当のリー刑事は彼女の話を信じない。しかし、ジャック・アンドリュース刑事は死後一週間以上経って発見された妹のことを話した。しかも自分の妹がシェリーと同じ聖ルーク病院で研修を受けていて、妹はシェリーが死ぬ2日前に死んでいたことが分かっていた。
呪いの着信で2人の友人を喪ったテイラーは、今度は自分にかかって来るのではないのかと脅えていた。テイラーの携帯の電池を抜いても、彼女の携帯からあの着メロが流れる。その着信にはテイラーと思われる人が叫びをあげている動画が映し出されていた・・。着信日時は2日後だった。
テイラーに呪いの着信が掛って来たことにショックを受けるベスだったが、テイラーが呪いの着信を受けたことを聞きつけたTV番組「アメリカの奇跡」のプロデューサー、テッド・サマーズが彼女の前に現われ、お祓いの番組出演をオファーしてきた。最初は出演を断るが、不安や恐怖が高まり番組出演を受諾してしまう。
そして生放送が始まった。しかしそれも間に合わずテイラーは目を真っ赤に充血させ、赤い飴玉を吐き出しベスの目の前で死んでしまった。そして、ついにベス自身にも呪いの着信がかかってきてしまう…。呪いの連鎖を止めるために事件の真相を突き止めようとするベスとジャック。はたして、2人は呪いの真相を解明し、ベスは助かることができるのか？

## 殺人鬼「エリー・レイトン」
演：アリエル・ウィンター
基本的な設定は美々子と同じである。
妹のローレルを虐待していた真犯人であり、このせいで母マリーが疑われていた。なお、虐待の際は黒いパーカーのフードを被る。エリーの霊（演：サラ・ジーン・クビック）も同様に黒いパーカーのフードを被っている。体格も大人になっている。また、家で不気味な虫や人形を持っており、呪いの電話を聞いた者はその虫や、不気味な人形がモデルとなった不気味な人の幻覚を見るようになる。
ローレルを虐待していた所を偶然マリーに目撃され、そのまま部屋に閉じ込められる。直後に発作が起きてしまい、呼吸器を当てるも空気が入っておらず、苦しみながら死亡。これが呪いの発端となった。病院で火災が起きた際にマリーは死亡し、焼死体となって地下室に横たわっていた。ベスによってマリーの遺体が発見され、さらにジャックによってレイトン家のカメラ映像が見つけ出され真実が明らかとなった。
最終盤では呪いの発端がエリーだと知ったジャックがベスを助けようと彼女の家に行った際、玄関のドアのスコープから覗いたジャックをアイスピックで殺し、衝撃波でベスに襲い掛かるも、成仏したはずのマリーにより止められ、携帯に封印される。

## キャスト
※括弧内は日本語吹替
- ベス・レイモンド - シャニン・ソサモン（小松由佳）
- ジャック・アンドリュース - エドワード・バーンズ（宮内敦士）
- テイラー・アンソニー - アナ・クラウディア・タランコン（園崎未恵）
- ブライアン・ソーサ - ジョニー・ルイス（阪口周平）
- レアン・コール - アズラ・スカイ（弓場沙織）
- シェリー・ボーム - ミーガン・グッド
- テッド・サマーズ - レイ・ワイズ（浦山迅）
- レイ・パーウィス - ジェイソン・ベギー（木下浩之）
- ゲーリー - デーブ・スペクター
- ミッキー・リー - マーガレット・チョー
- マリー・レイトン - ローダ・グリフィス / ダウン・ディニンガー
- ローレル・レイトン - リーガン・ランブ
- エリー・レイトン - アリエル・ウィンター / サラ・ジーン・クビック
- ベスの母 - ローラ・ハリング[注釈 1]

## スタッフ
- 原作：秋元康（『着信アリ』角川ホラー文庫刊）
- 監督：エリック・ヴァレット
- プロデューサー：江川信也、ティモシー・M・バーン、マーティン・シュアーマン、ジョセフ・ローテンシュレイガー、アンドレアス・ティースマイヤー
- 脚本：アンドリュー・クレイヴ
- オリジナル脚本：大良美波子
- 製作：ジェニー・ルー・トゥジェンド、ブロデリック・ジョンソン、アンドリュー・A・コソーヴ、スコット・クルーフ、ローレン・C・ワイスマン
- 撮影：グレン・マクファーソン
- 編集：スティーヴ・ミルコヴィッチ
- プロダクションデザイン：ローレンス・ベネット
- 衣装デザイン：サンドラ・ハーネンデス
- 特殊メイク：ブライアン・ウォルシュ
- 音楽：ラインホルト・ハイル、ジョニー・クリメック
- 上映時間：88分
- 製作年 / 国：2008 / 日本・アメリカ合作
- 製作所：カドカワ・ピクチャーズUSA、アルコン・エンターテインメント、インターメディア・フィルム・エクィティーズ